# Henry de Groux
Henry de Groux (Bruxelles, 15 settembre 1866 – Marsiglia, 12 gennaio 1930) è stato un artista belga.

## Biografia

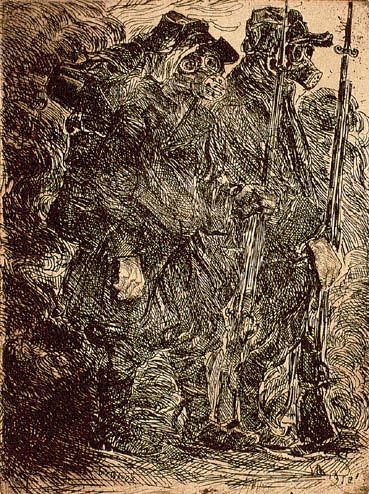
Maschere antigas, Henry de Groux

Henry de Groux è stato un pittore belga legato al Simbolismo, oltre che scultore e litografo. Henry era figlio d'arte di Charles de Groux e, come suo padre, si formò all'Accademia Reale di Belle Arti.
Nel 1886, fu eletto membro di Les XX, ma il 16 gennaio 1890, due giorni prima dell'apertura di un'esposizione, si rifiutò di esporre i propri lavori nella stessa galleria di Vincent van Gogh, considerando "esecrabile" l'opera che aveva proposto: venne così espulso dal gruppo di artisti belgi.
Successivamente si trasferì a Parigi, dove strinse amicizia con Émile Zola: durante i disordini derivati dall'affare Dreyfus, de Groux fece da guardia del corpo allo scrittore.
Negli ultimi anni, produsse molte opere che raffiguravano gli orrori della prima guerra mondiale, come Grenadiers (Granatieri) o Masques à gaz (Maschere antigas). In quest'ultima fase si accentuano i toni espressionistici, dovuti agli orrori descritti, e la forma si dissolve e confonde con l'insieme.
De Groux non si limitò ad aiutare Zola, ma lo rappresentò in mezzo alla folla. Dopo il famoso J'Accuse...! zoliano, che prendeva di mira il potere e la sua corruzione, lo scrittore si ritrovò contro una buona parte dell'opinione pubblica. Così de Groux lo rappresenta con un'espressione fiera, mentre si fa strada tra una folla infuriata.
È significativo che in un dipinto precedente, Christ aux Outrages (Cristo attaccato, 1889), che è considerato il suo capolavoro, de Groux rappresenti Gesù travolto dalla folla, con tutta la serie di richiami formali e di contenuto che rimandano a Zola aux Outrages (Zola attaccato, 1898).
Oltre che a dipingere, de Groux scrisse numerosi diari. Partendo dal 1892, produsse ben diciotto volumi, che descrivono i dettagli di vita di un artista europeo a cavallo tra XIX e XX secolo. Nel 2002, i suoi discendenti hanno donato questi volumi all'Istituto nazionale di storia dell'arte (Institut national d'histoire de l'art), e sono stati in parte pubblicati nel 2007.
Apollinaire vide alcune opere di de Groux all'esposizione di Parigi al Salon d'Automne del 1911. Di lui scrisse: "... dà l'impressione di un immenso lavoro e di una sensibilità di primissimo ordine."

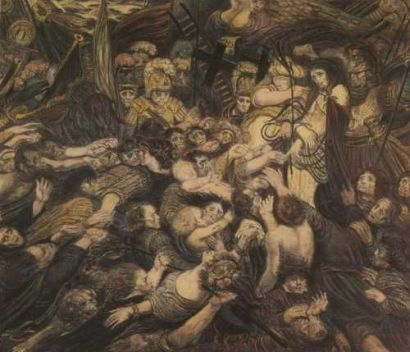
Cristo attaccato, Henry de Groux, 1889, olio su tela

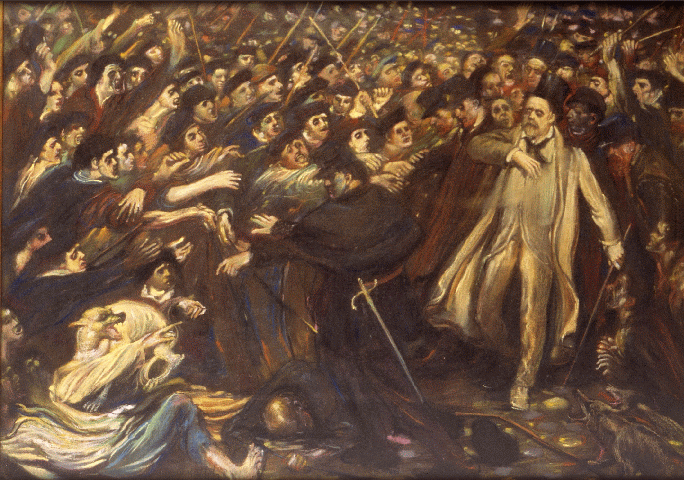
Zola attaccato, Henry de Groux, 1898, olio su tela